# Peribatodes nigrata
Peribatodes nigrata là một loài bướm đêm trong họ Geometridae.